# Einar Tambarskjelve

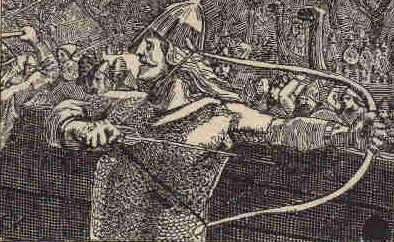
À la bataille de Svolder, Einarr Þambarskelfir essaye l'arc du roi et le trouve trop mou.

Einar Tambarskjelve ou Einarr Þambarskelfir (c. 982 – c. 1050) était un seigneur et politicien norvégien influent du XIe siècle.

## Biographie

Einar Tambarskjelve, représenté dans les armoiries de la municipalité de Melhus

Einarr Thambarskjelve c'est-à-dire Secoue-Panse  est le fils de Eindride, un riche et influent propriétaire foncier de la région de  Melhus. Einar devenu jarl de la région d'Husaby est un puissant chef de guerre à la tête de sa propre troupe. Il apparaît dans les récits des sagas vers l'an 1000 lors de la bataille de Svolder où il combat aux côtés du roi Olaf Tryggvason.
Pendant le règne du Olaf II sa fidélité fluctue entre le roi et les Jarl de Lade, l'une des plus puissantes familles de Norvège à laquelle il est apparenté. Einar Eindridasson avait épousé en effet Bergljot Håkonsdatter (vers. 990–vers. 1050/55) une fille du Jarl Håkon Sigurdsson. Dépité de ne pas avoir été nommé jarl par le roi Knut II de Danemark malgré ses promesses après la mort de Håkon Eiriksson il est parmi les premiers notables à promouvoir la « sainteté » du roi Olaf avant de favoriser l'accession au trône de son fils Magnus qui était exilé et auquel il rend finalement l'hommage
Cependant, vers 1045, l’Einar vieillissant perd de son influence. À cette époque, le demi-frère d'Olaf Haraldsson, Harald Sigurdsson, surnommé plus tard « Hardrada », est revenu avec une immense fortune amassée en tant que commandant militaire de la garde Varègue dans l' Empire Byzantin. Selon les lois de succession mises en place par l'ancien monarque Harald Hårfagre, Harald avait des droits légitimes sur le trône, une revendication qu'il n'hésite pas à faire valoir. Craignant que Harald ne transforme son pouvoir économique en puissance militaire, Magnus, contre l'avis d'Einar, offre à  Harald devenir roi-associé à la fin de 1046. Un an plus tard, après la mort de Magnus, le fort et volontaire Harald reste l'unique monarque.
Harald III qui était déterminé à centraliser le pouvoir, s'impatientait des querelles endémiques des nobles et des chefs paysans. Aussi, il se trouvait en opposition directe avec Einar Thambarskelfir lui aussi très déterminé. Un conflit inévitable s'ensuivit, menaçant d'une guerre civile, et Einar commença à former une autre armée de paysans contre Harald, de plus en plus impopulaire et tyrannique. Cependant, avant que ce travail ne soit terminé, Harald sembla chercher à se réconcilier. Il a demandé à Einar un rendez-vous dans sa ferme de Nidaros, afin que les deux puissent négocier un accord au lieu de s'affronter. Harald, n'avait, bien entendu, pas de telles intentions. Il avait décidé qu'Einar devait être éliminé avant que ses soutiens ne soient trop puissants. Lorsqu'ils arrivent à la ferme du roi, Einar et son fils Eindride sont assassinés.
Sa veuve Bergljot Håkonsdatter lève une armée et attaque la ferme royale pour venger le meurtre de son époux, mais le roi réussit à lui échapper